# Molí de vent (Riudoms)
El Molí de vent o Torre del Fargues o del Fargas és una torre de Riudoms (Baix Camp) protegida com a Bé Cultural d'Interès Local.

## Descripció
Estructura arquitectònica de planta circular, alçada amb paredat, a mode de torre. A l'interior es conserven tres filades de forats per les bigues. La porta que dona accés a l'interior es troba elevada amb un esglaó, i està reforçada amb rajoles i una barra de ferro a mode de llinda, que no és original. No hi queden restes de la coberta.

## Història
En un document del primer terç del segle xviii (1720-1729), ja surt esmentat, com partida de terra, de la mateixa manera que un altre de 1885 relacionat una "partida nombrada Molí de Vent". El molí està situat a dalt d'un suau pujol, en terres més aviat de secà, donada la seva alçària.